# Ляскова (Свентокшиське воєводство)
Ляскова (пол. Laskowa) — село в Польщі, у гміні Водзіслав Єнджейовського повіту Свентокшиського воєводства.
Населення — 195 осіб (2011).
У 1975-1998 роках село належало до Келецького воєводства.

## Демографія
Демографічна структура на день 31 березня 2011 року:
|          | Загалом | Допрацездатний вік | Працездатний вік | Постпрацездатний вік |
| -------- | ------- | ------------------ | ---------------- | -------------------- |
| Чоловіки | 107     | 24                 | 72               | 11                   |
| Жінки    | 88      | 11                 | 56               | 21                   |
| Разом    | 195     | 35                 | 128              | 32                   |